# Lagrasse
Lagrasse település Franciaországban, Aude megyében. Lakosainak száma 548 fő (2022. január 1.). Lagrasse Camplong-d’Aude, Caunettes-en-Val, Douzens, Ribaute, Rieux-en-Val, Saint-Pierre-des-Champs, Serviès-en-Val, Talairan, Tournissan és Val-de-Dagne községekkel határos.

## Népesség
A település népessége az elmúlt években az alábbi módon változott:
| Lakosok száma | 665  | 696  | 704  | 603  | 558  | 547  | 545  | 540  | 544  | 548  |
|               | 1968 | 1982 | 1990 | 2006 | 2013 | 2015 | 2017 | 2019 | 2020 | 2022 |

## Kultúra
A Lagrasse-i Szent Mária apátságot 951-ben alapította II. Wilfred, Besalú grófja és II. Sunifred, Cerdanya grófja. 